# Concha Buika
María Concepción Balboa Buika (Palma de Mallorca, 11 mei 1972) is een Spaanse zangeres, componiste en actrice. Haar album Niña de Fuego werd genomineerd voor de Latin Grammy Award 2008 voor «Album of the Year» en La Noche Más Larga werd genomineerd voor «Best Latin Jazz Album» tijdens de 56e jaarlijkse Grammy Awards in 2014

## Biografie
Haar familie is afkomstig uit Equatoriaal Guinee. Ze groeide op in de nabijheid van zigeuners. Haar muziek is een mengeling van flamenco met soul, jazz en funk. In het kader van het Jazz Fest Wien trad ze in juli 2014 op in de Weense Staatsopera.
Haar ouders zijn wijlen schrijver Juan Balboa en Honorina Buika. Haar broer Guillermo 'Guillem' Balboa werd ook geboren in Equatoriaal-Guinea en hij is de huidige burgemeester van Alaró, haar broer Boré Buika is een acteur die in verschillende tv-series heeft gewerkt, zoals Aída, El Secreto de Puente Viejo en Anclados, en in films als Palmeras en la nieve, Villaviciosa de al lado en Señor, dame paciencia. Armando Buika, een van haar broers, is ook een acteur in de film Stop Over in Hell en in de tv-serie Aguila Roja. Haar broer Guillem en haar ouders waren politieke ballingen van hun geboorteland Equatoriaal-Guinea en kwamen in 1969 naar Spanje, drie jaar voor Buika's geboorte. Ze woont momenteel in Miami, Florida in de Verenigde Staten.
Buika is zanger, dichter, componist en muziekproducent. Haar muziek put uit een breed scala aan invloeden, van jazz en flamenco tot pop, soul en Afrikaanse polyritmiek. Ze begon haar carrière als drummer en bassist en begon alleen te zingen omdat in Spanje niemand een vrouwelijke drummer wilde, en ik het zat werd om nee, nee, nee te horen. Buika verwierf toen bekendheid met het zingen van coplas in nachtclubs in Madrid in de late jaren 1990. Ze werd vergeleken met Nina Simone, Chavela Vargas, Cesaria Evora, Billie Holiday, Edith Piaf en Amy Winehouse.
In 2000 bracht Buika haar eerste album Mestizuo uit (2000, Producciones Blau S.L.). Dit werd gevolgd door Buika (2005, DRO) en een trilogie geproduceerd door muziekproducent Javier Limón: Mi Niña Lola (2006, DRO), Niña de Fuego (2008, Warner), waaronder haar eerste boek met gedichten, en El Ultimo Trago (2009, Warner), een anthologiealbum met Chucho Valdés, Cuba's standaardpianist, en liedjes die verband houden met Chavela Vargas, de Mexicaanse ranchera-zangeres.
Buika's grotendeels zelf geproduceerde zevende album La Noche Mas Larga (Warner), opgenomen in New York en Madrid, kwam uit op 4 juni 2013. Het album bevat vijf van haar eigen composities, waaronder een samenwerking met Pat Metheny op Buika's eigen compositie No Lo Se, evenals haar versie van klassieke nummers als La Nave del Olvido, Don't Explain, Ne Me Quitte Pas en Siboney.
Buika's tweede gedichtenbundel A Los Que Amaron a Mujeres Dificiles y Acabaron por Soltarse kwam in de herfst van 2014 uit via Edaf (Madrid). Ze blijft werken bij het produceren van haar eerste film From Solitude to Hell, gebaseerd op een van haar gedichten. Buika werkt ook aan een roman, een opera en een tentoonstelling met haar fotografie en de kunstwerken van haar zoon.
In het najaar van 2015 verscheen haar achtste album Vivir Sin Miedo, het eerste album met haar eigen composities, gezongen in het Engels, Spaans en een mix van beide talen. Vivir Sin Miedo werd gedurende vier maanden opgenomen in Miami, New York, Londen en Madrid, in coproductie met producent Martin Terefe. Het eerste nummer, ook getiteld Vivir Sin Miedo, werd op 31 juli 2015 via alle digitale kanalen uitgebracht. Het album bevat een aantal samenwerkingen, onder meer met Me'shell Ndegeocello en Jason Mraz.
In 2016 maakte ze haar debuut op het WOMAD festival in het Verenigd Koninkrijk.
Buika heeft samengewerkt met muzikanten, muziekproducenten, dj's en zangers in het Spaans, Catalaans, Engels, Frans en Portugees, met artiesten als Seal, Nelly Furtado, Anoushka Shankar, Chick Corea, Pat Metheny, Nitin Sawhney, Charles Aznavour, Jason Mraz, Martin Terefe, Apparatjik, Niño Josele, Mariza, Bebo en Chucho Valdes, Luz Casal, 'Ivan Melon' Lewis, 'Dizzy' Daniel Moorehead, Jose Luis Perales, Armando Manzanero en Javier Limón. In 2019 werkte Buika samen met Carlos Santana en voerde de single Los Invisibles uit in Yoruba-taal.
Buika heeft ook meegewerkt aan de soundtracks van verschillende films. In 2011 nam regisseur Pedro Almodóvar de twee Buika-nummers Por el amor de amar en Se me hizo facil op in zijn film La piel que habito. Buika verscheen ook op het scherm voor de film.
Buika is te horen in de Angelina Jolie Shiseido Pasion Commercial uit 2010.
Buika heeft over de hele wereld opgetreden, waaronder de Verenigde Staten, Latijns-Amerika, Japan, het grootste deel van Europa, de Balkan, Australië, Nieuw-Zeeland, Turkije, Afrika, Argentinië en Mexico, alleen al in de afgelopen 12 maanden. Ze toerde soms met een klein ensemble, meestal met gitaar, basgitaar, trombone en cajón, zoals te zien was op de Buika Para Mi World-tour in 2017, of met het groot orkest Buika Symphonic Experience met maximaal 52 orkestmuzikanten en 4 jazzmuzikanten, waar klassieke muziek jazz ontmoet, alle klassieke muzikanten worden aangemoedigd om te improviseren en een geweldige ervaring voor het publiek creëert.
The Opera, Day of the Dead was een gezamenlijk optreden van Apparatjik, Buika en Void op Festspillene i Bergen in 2016. Door middel van een reeks realtime gegenereerde audio-, midi- en bewegingsreactieve gelaagde projecties, werd een uniek visueel verhaal gecreëerd rond het optreden van de band.

## Prijzen en nominaties
Buika's albums hebben de volgende prijzen ontvangen:
- Disco de Oro - gecertificeerd goud voor het album Mi niña Lola, gepresenteerd door Joaquin Sabina.
- Best Spanish Song album: Mi niña Lola (Premios de la Musica, 2007).
- Best Producer: Mi niña Lola, Javier Limon (Premios de la Musica, 2007).
- Germany Visual Critics Award 2007: Mi niña Lola
- Disco de Oro - gecertificeerd goud voor El Ultimo Trago (Colombia, 2010).
- Latin Grammy Awards 2010: Best Traditional Tropical Album voor El Ultimo Trago.
- Luna del Auditorio Nacional Mexico 2013: Best World Music Act La Noche más Larga
- Antonio-Carlos-Jobim Award Montreal 2017: World Music/Jazz Cultural crossover.

Buika's albums en liedjes hebben de volgende nominaties ontvangen:
- Latin Grammy Awards 2008: Album of the Year: Niña de Fuego (2008, Warner/Casa Limon).
- Latin Grammy Awards 2010: Record of the Year: Se Me Hizo Facil.
- Latin Grammy Awards 2013: Record of the Year: La Nave del Olvido.
- Grammy Awards 2013: Best Latin Jazz Album: La Noche Mas Larga (2013, Warner Music Spain S.L.).
- Latin Grammy Awards 2016: Record of the Year: Si Volveré.
- Grammy Awards 2018: Best World Music Album: Para Mi (2017, Warner Music Spain S.L.).

## Discografie
- 2000: Mestizüo (in samenwerking met Jacob Sureda)
- 2005: Buika
- 2006: Mi niña Lola
- 2008: Niña de fuego
- 2009: El último trago (in samenwerking met Chucho Valdés)
- 2011: En mi piel
- 2013: La noche más larga

## Samenwerkingen
- 2009: Fuerte (in samenwerking met Nelly Furtado)
- 2011: Casi Uno (in samenwerking met Anoushka Shankar, op diens album Traveller)
- 2019: Africa Speaks (in samenwerking met Carlos Santana, op diens gelijknamige album)

## Filmografie
Als componiste
- 2006: Hors de prix
- 2011: La piel que habito

Als actrice
- 2011: La piel que habito

- Biblioteca Nacional de España: XX1536881
- Bibliothèque nationale de France: cb155471026 (data)
- Gemeinsame Normdatei: 133277836
- International Standard Name Identifier: 0000 0000 8016 1242
- Library of Congress Control Number: no2007158934
- MusicBrainz: 349076a6-d2e3-4f84-a879-d3f01374a5bf
- Système universitaire de documentation: 172253586
- Virtual International Authority File: 61863246
- WorldCat: E39PBJx8BrrBJyMVymmr9XymVC